# Julius Streicher
Julius Streicher, född 12 februari 1885 i Fleinhausen i Dinkelscherben, Bayern, död 16 oktober 1946 i Nürnberg, var en tysk nazistisk politiker. Han var grundare och utgivare av den starkt antisemitiska tidningen Der Stürmer. Från 1929 till 1940 var Streicher Gauleiter i Gau Franken.
Efter andra världskriget ställdes Streicher inför rätta inför den internationella militärdomstolen i Nürnberg och dömdes till döden för brott mot mänskligheten.

## Biografi
Julius Streicher var son till läraren Friedrich Streicher och dennes hustru Anna, född Weiss. Julius Streicher tjänstgjorde som folkskollärare från 1904 till 1923; året därpå avskedades han på grund av sina antisemitiska ståndpunkter.
Streicher tog 1914 värvning i den tyska kejserliga armén och stred i första världskriget. Han började kriget som vanlig menig men steg i graderna till löjtnant; 1918 erhöll han Järnkorset av första klassen. Streichers politiska karriär inleddes 1919 då han var med och grundade Deutsch-Sozialistische Partei, ett nationalsocialistiskt antisemitiskt parti. Streicher och hela hans parti gick efter två år ihop med nazistpartiet, Nationalsocialistiska tyska arbetarepartiet (NSDAP). År 1923 grundade Streicher den starkt antisemitiska veckotidningen Der Stürmer som bestod av sensationsjournalistik och propaganda och torgförde artiklar om framför allt judar och kommunister. Der Stürmer utmålade judarna som Tysklands största olycka, judarna utpekades särskilt som orsak till Tysklands nesliga nederlag i första världskriget. Der Stürmer innehöll även explicit pornografiska teckningar och påhittade vulgära kriminalskrönor där judar sexuellt utnyttjade kvinnor och barn. En av Streichers medarbetare på tidningen var Albert Forster, Gauleiter i Danzig-Västpreussen 1935–1945. 
I november 1923 deltog Streicher i Adolf Hitlers ölkällarkupp i München. 
Der Stürmer syntes överallt i stadsbilden i Nazityskland då dess sidor och reklam visades upp på affischer, reklamstolpar och stora tidningsställ. Det har av forskare visats att tidningen bidrog starkt till att sprida och upprätthålla antisemitism. 
År 1938 gav Streicher och hans förlag ut den antisemitiska barnboken "Der Giftpilz" med samma slags vulgära, rasistiska teckningar. 
På grund av sin tidning och sina ständiga agitationsturnéer blev Streicher en av de mest välkända nazistledarna i Tyskland. Streicher ställning var särskilt stark i Nürnberg. William L. Shirer erinrar att han gick med piska i handen eller bältet och skröt om hur många piskrapp han utdelat. I slutet av 1930-talet anklagades Streicher för omfattande korruption och Hermann Göring tillsatte en kommission som fann att Streicher hade förskingrat statliga medel och på eget bevåg tillskansat sig judisk egendom. Hitler höll Streicher under armarna fram till 1940, då han avskedade Streicher som Gauleiter och fråntog honom alla partiämbeten.

### Nürnbergprocessen
Efter andra världskriget försökte Streicher fly men han greps och ställdes inför rätta vid Nürnbergprocessen 1945–1946. Han åtalades enligt punkt 1) planerande av anfallskrig och punkt 4) brott mot mänskligheten.
Under rättegången var han enligt Shirer en "skallig, orkeslös gubbe som svettades ohejdat där han satt och stirrade på domarna och inbillade sig att de var judar". Han befanns vara skyldig till brott mot mänskligheten för att ha ”... infekterat det tyska sinnet med antisemitismens virus och drivit det tyska folket till aktiv förföljelse” och dömdes till döden genom hängning. Domstolen betonade särskilt det faktum att Streicher agiterat för och anstiftat till mord på judar i samband med att massmord begicks på judar i de ockuperade territorierna i öst och i förintelseläger som Auschwitz och Treblinka. Enligt rätten utgjorde detta en mycket försvårande omständighet för Streichers vidkommande.
Streicher och de andra som dömts till döden avrättades på natten den 16 oktober 1946, förutom Hermann Göring som hade begått självmord. Vid galgen yttrade Streicher: ”Heil Hitler! Nu går jag till Gud.” Han vände sig till vittnena och skrek: ”Purimfest 1946!” Detta anspelar på den judiska högtiden Purim och den persiske fursten Hamans hängning. Streicher fortsatte att vråla: ”Bolsjevikerna kommer att hänga er en dag!” När huvan träddes över hans ansikte, sade han: ”Adele, min älskade hustru”.
Efter avrättningen fotograferades Streichers döda kropp. Senare samma dag transporterades hans kropp, de andra avrättades samt Görings kropp till ett hus vid Heilmanstrasse i München-Solln, som amerikanska armén hade använt som bårhus. Allierade myndigheter inspekterade kropparna, varefter dessa kremerades. Askan ströddes i den närbelägna bäcken Conwentzbach, ett biflöde till Isar.